# Filip De Man
Filip Emiel Julien De Man, né le 11 novembre 1955 à Roulers (Flandre-Occidentale), est un journaliste et homme politique belge. 
Il est le frère de l’actrice Brigitte De Man et le fils de Jos De Man, avocat et écrivain réputé. Il est licencié en philosophie et lettres et journaliste.

## Carrière au Vlaams Belang
En 1991, Filip De Man est élu député à la Chambre (le Parlement fédéral belge) pour le Vlaams Blok (actuellement Vlaams Belang). Au sein du parti il appartient à la mouvance de droite, il prend une position clairement anti-immigrationiste. L’une de ses idées les plus connues est qu’un musulman est incapable d’être un démocrate. À la Chambre il s’oppose vivement aux centaines de milliers de naturalisations d’étrangers et aux régularisations d’illégaux. En tant que partisan d’une approche ferme de la criminalité, il veut que les peines de prison soient réellement effectuées, que la peine de mort soit rétablie pour des assassins comme Dutroux et Aït Oud, que les allochtones criminels soient expulsés et qu’une lutte active soit menée contre le terrorisme.
Au niveau communautaire, Filip De Man dit que « bonne gestion » égale « gestion flamande », il est favorable à l’introduction de la sous-nationalité à Bruxelles, permettant aux Bruxellois d’opter pour un régime social et fiscal flamand. Son objectif est de pouvoir entamer les négociations sur la scission de la Belgique à partir d’une base forte (Congresboek Brussel, 1999). 
Concernant l’Europe, Filip De Man défend une vision confédérale et met l’accent sur le principe de subsidiarité. En outre, il veut que l’Europe se protège de l’immigration massive.
Il reste député à la Chambre jusqu'en 2014. Il est ensuite élu en 2019 au Parlement européen.

## Publications
- 1999 De Zaak Demol, een commissaris geflikt (L’Affaire Demol : un poulet chez les ânes)
- 2003 De Eeuwige Strijd. Hellas, Rome en Europa in het juiste perspectief
- 2007 L’État PS. De Maffia aan de macht (L’État PS : la mafia au pouvoir), en collaboration avec Frank Vanhecke
- 2007 De Eeuwige Strijd II. Europa : van Dageraad tot Avondland

Dans les deux tomes déjà parus de son ouvrage De Eeuwige Strijd, Filip De Man se montre un adversaire du relativisme culturel et de l’égalitarisme. Il partage la vision des généticiens, socio-biologistes et psychologues évolutionnistes. 
Filip De Man est le (co)-auteur de plusieurs publications et études du Vlaams Belang.